# Усть-Лэкчим
Усть-Лэкчим — поселок в Корткеросском районе республики Коми, административный центр  сельского поселения Усть-Лэкчим.

## География
Расположен на левом берегу Вычегды близ устья реки Локчим, примерно в 5 км по прямой на восток-юго-восток от районного центра села Корткерос.

## История
Возник в 1930-х годах как подразделение Пезмогского («Северного») комбината, позже лагпункт Локчимлага, упоминался с 1934 года. Далее развивался как один из посёлков лесной промышленности. В 1990-х годах Усть-Лэкчимский рейд стал одним из крупнейших предприятий по Корткеросской сплавконторе, поэтому её банкротство повлекло упадок всех сфер культурно-бытового и социального обслуживания. 

## Население
Постоянное население  составляло 860 человек (коми 52%, русские 38%) в 2002 году, 690 в 2010 .